# 19e étape du Tour d'Espagne 2023
Pour un article plus général, voir Tour d'Espagne 2023.
La 19e étape du Tour d'Espagne 2023 se déroule le vendredi 15 septembre 2023 entre La Bañeza et Íscar en Castille-et-León sur une distance de 177,1 km.

## Parcours
Cette étape relativement plate se déroule à une altitude constante d'environ 700 m. Elle part de La Bañeza et s'oriente globalement vers le sud-est à travers la Castille-et-León en passant par Tordesillas pour se terminer à Íscar. Elle pourrait convenir aux sprinteurs.

## Déroulement de la course
Après une dizaine de kilomètres de course, quatre coureurs s'échappent et font la course en tête : les Français Paul Lapeira (AG2R Citroën), Mathis Le Berre (Arkéa Samsic) et Clément Davy (Groupama-FDJ) ainsi que le Tchèque Michal Schlegel (Caja Rural-Seguros RGA). L'avance des quatre fuyards n'excède jamais les trois minutes sur le peloton emmené par les équipes des sprinteurs. Les quatre attaquants sont repris par le peloton à 20 km de l'arrivée. Un peu après le sprint intermédiaire, l'Italien Samuele Battistella (Astana Qazaqstan) attaque et s'isole en tête avant d'être repris à 10 km du terme. À la flamme rouge, une chute à l'avant du peloton met à terre plusieurs coureurs dont le maillot vert Kaden Groves. Le sprint est remporté par l'Italien Alberto Dainese (DSM-Firmenich) qui remonte son compatriote Filippo Ganna (Ineos Grenadiers).

## Résultats

### Classement de l'étape
| \| Classement de l'étape \| Classement de l'étape \| Classement de l'étape \| Classement de l'étape \| Classement de l'étape \| \| Coureur \| Coureur \| Pays \| Équipe \| Temps \| \| --------------------- \| --------------------- \| --------------------- \| ---------------------- \| --------------------- \| \| 1er \| Alberto Dainese \| Italie \| Team DSM-Firmenich \| 3 h 42 min 09 s \| \| 2e \| Filippo Ganna \| Italie \| Ineos Grenadiers \| + 0 s \| \| 3e \| Marijn van den Berg \| Pays-Bas \| EF Education-EasyPost \| + 0 s \| \| 4e \| Davide Cimolai \| Italie \| Cofidis \| + 0 s \| \| 5e \| Iván García Cortina \| Espagne \| Movistar Team \| + 0 s \| \| 6e \| Maurice Ballerstedt \| Allemagne \| Alpecin-Deceuninck \| + 0 s \| \| 7e \| Lewis Askey \| Royaume-Uni \| Groupama-FDJ \| + 0 s \| \| 8e \| Hugo Hofstetter \| France \| Arkéa-Samsic \| + 0 s \| \| 9e \| Fernando Barceló \| Espagne \| Caja Rural-Seguros RGA \| + 0 s \| \| 10e \| Jonas Koch \| Allemagne \| Bora-Hansgrohe \| + 0 s \| |                     |             |                        |                 |
| |                     |             |                        |                 |
| Source : ProCyclingStats |                     |             |                        |                 |
| Classement de l'étape |                     |             |                        |                 |
| Coureur | Coureur             | Pays        | Équipe                 | Temps           |
| 1er | Alberto Dainese     | Italie      | Team DSM-Firmenich     | 3 h 42 min 09 s |
| 2e | Filippo Ganna       | Italie      | Ineos Grenadiers       | + 0 s           |
| 3e | Marijn van den Berg | Pays-Bas    | EF Education-EasyPost  | + 0 s           |
| 4e | Davide Cimolai      | Italie      | Cofidis                | + 0 s           |
| 5e | Iván García Cortina | Espagne     | Movistar Team          | + 0 s           |
| 6e | Maurice Ballerstedt | Allemagne   | Alpecin-Deceuninck     | + 0 s           |
| 7e | Lewis Askey         | Royaume-Uni | Groupama-FDJ           | + 0 s           |
| 8e | Hugo Hofstetter     | France      | Arkéa-Samsic           | + 0 s           |
| 9e | Fernando Barceló    | Espagne     | Caja Rural-Seguros RGA | + 0 s           |
| 10e | Jonas Koch          | Allemagne   | Bora-Hansgrohe         | + 0 s           |

### Points attribués pour le classement par points
| Sprint intermédiaire Mojados (km 157,8) | Sprint intermédiaire Mojados (km 157,8) | Sprint intermédiaire Mojados (km 157,8) | Sprint intermédiaire Mojados (km 157,8) | Sprint intermédiaire Mojados (km 157,8) |
| --------------------------------------- | --------------------------------------- | --------------------------------------- | --------------------------------------- | --------------------------------------- |
|                                         | Coureur                                 | Pays                                    | Équipe                                  | Point(s)                                |
| 1er                                     | Clément Davy                            | France                                  | Groupama-FDJ                            | 20                                      |
| 2e                                      | Kaden Groves                            | Australie                               | Alpecin-Deceuninck                      | 17                                      |
| 3e                                      | Edward Planckaert                       | Belgique                                | Bahrain Victorious                      | 15                                      |
| 4e                                      | Andreas Kron                            | Danemark                                | Lotto Dstny                             | 13                                      |
| 5e                                      | Marc Soler                              | Espagne                                 | UAE Emirates                            | 10                                      |
| modifier                                |                                         |                                         |                                         |                                         |

| Arrivée d'étape Íscar (km 177,1) | Arrivée d'étape Íscar (km 177,1) | Arrivée d'étape Íscar (km 177,1) | Arrivée d'étape Íscar (km 177,1) | Arrivée d'étape Íscar (km 177,1) |
| -------------------------------- | -------------------------------- | -------------------------------- | -------------------------------- | -------------------------------- |
|                                  | Coureur                          | Pays                             | Équipe                           | Point(s)                         |
| 1er                              | Alberto Dainese                  | Italie                           | DSM-Firmenich                    | 50                               |
| 2e                               | Filippo Ganna                    | Italie                           | Ineos Grenadiers                 | 30                               |
| 3e                               | Marijn van den Berg              | Pays-Bas                         | EF Education-EasyPost            | 20                               |
| 4e                               | Davide Cimolai                   | Italie                           | Cofidis                          | 18                               |
| 5e                               | Iván García Cortina              | Espagne                          | Movistar                         | 16                               |
| 6e                               | Maurice Ballerstedt              | Allemagne                        | Alpecin-Deceuninck               | 14                               |
| 7e                               | Lewis Askey                      | Grande-Bretagne                  | Groupama-FDJ                     | 12                               |
| 8e                               | Hugo Hofstetter                  | France                           | Arkéa-Samsic                     | 10                               |
| 9e                               | Fernando Barceló                 | Espagne                          | Caja Rural-Seguros RGA           | 8                                |
| 10e                              | Jonas Koch                       | Allemagne                        | Bora-Hansgrohe                   | 7                                |
| 11e                              | Rui Oliveira                     | Portugal                         | UAE Emirates                     | 6                                |
| 12e                              | André Carvalho                   | Portugal                         | Cofidis                          | 5                                |
| 13e                              | Dries Van Gestel                 | Belgique                         | TotalEnergies                    | 4                                |
| 14e                              | Milan Menten                     | Belgique                         | Lotto Dstny                      | 3                                |
| 15e                              | Andrea Vendrame                  | Italie                           | AG2R Citroën                     | 2                                |
| modifier                         |                                  |                                  |                                  |                                  |

### Bonifications
|   | Coureur           | Pays      | Équipe             | Secondes |
| - | ----------------- | --------- | ------------------ | -------- |
| 1 | Clément Davy      | France    | Groupama-FDJ       | 6 s      |
| 2 | Kaden Groves      | Australie | Alpecin-Deceuninck | 4 s      |
| 3 | Edward Planckaert | Belgique  | Alpecin-Deceuninck | 2 s      |

|   | Coureur             | Pays     | Équipe                | Secondes |
| - | ------------------- | -------- | --------------------- | -------- |
| 1 | Alberto Dainese     | Italie   | DSM-Firmenich         | 10 s     |
| 2 | Filippo Ganna       | Italie   | Ineos Grenadiers      | 6 s      |
| 3 | Marijn van den Berg | Pays-Bas | EF Education-EasyPost | 4 s      |

### Prix de la combativité
- Michal Schlegel (Caja Rural-Seguros RGA)

## Classements à l'issue de l'étape

### Classement général
| \| Classement général \| Classement général \| Classement général \| Classement général \| Classement général \| \| Coureur \| Coureur \| Pays \| Équipe \| Temps \| \| ------------------ \| ------------------ \| ------------------ \| ------------------ \| ------------------ \| \| 1er \| Sepp Kuss \| États-Unis \| Jumbo-Visma \| 69 h 13 min 36 s \| \| 2e \| Jonas Vingegaard \| Danemark \| Jumbo-Visma \| + 17 s \| \| 3e \| Primož Roglič \| Slovénie \| Jumbo-Visma \| + 1 min 08 s \| \| 4e \| Juan Ayuso \| Espagne \| UAE Team Emirates \| + 4 min 00 s \| \| 5e \| Mikel Landa \| Espagne \| Bahrain Victorious \| + 4 min 19 s \| \| 6e \| Enric Mas \| Espagne \| Movistar Team \| + 4 min 30 s \| \| 7e \| Cian Uijtdebroeks \| Belgique \| Bora-Hansgrohe \| + 7 min 37 s \| \| 8e \| Aleksandr Vlasov \| Bannière neutre \| Bora-Hansgrohe \| + 8 min 35 s \| \| 9e \| João Almeida \| Portugal \| UAE Team Emirates \| + 10 min 20 s \| \| 10e \| Santiago Buitrago \| Colombie \| Bahrain Victorious \| + 12 min 20 s \| |                   |                 |                    |                  |
| |                   |                 |                    |                  |
| Source : ProCyclingStats |                   |                 |                    |                  |
| Classement général |                   |                 |                    |                  |
| Coureur | Coureur           | Pays            | Équipe             | Temps            |
| 1er | Sepp Kuss         | États-Unis      | Jumbo-Visma        | 69 h 13 min 36 s |
| 2e | Jonas Vingegaard  | Danemark        | Jumbo-Visma        | + 17 s           |
| 3e | Primož Roglič     | Slovénie        | Jumbo-Visma        | + 1 min 08 s     |
| 4e | Juan Ayuso        | Espagne         | UAE Team Emirates  | + 4 min 00 s     |
| 5e | Mikel Landa       | Espagne         | Bahrain Victorious | + 4 min 19 s     |
| 6e | Enric Mas         | Espagne         | Movistar Team      | + 4 min 30 s     |
| 7e | Cian Uijtdebroeks | Belgique        | Bora-Hansgrohe     | + 7 min 37 s     |
| 8e | Aleksandr Vlasov  | Bannière neutre | Bora-Hansgrohe     | + 8 min 35 s     |
| 9e | João Almeida      | Portugal        | UAE Team Emirates  | + 10 min 20 s    |
| 10e | Santiago Buitrago | Colombie        | Bahrain Victorious | + 12 min 20 s    |

| Classement par points | Classement par points | Classement par points | Classement par points | Classement par points |
| Coureur               | Coureur               | Pays                  | Équipe                | Points                |
| --------------------- | --------------------- | --------------------- | --------------------- | --------------------- |
| 1er                   | Kaden Groves          | Australie             | Alpecin-Deceuninck    | 245 pts               |
| 2e                    | Remco Evenepoel       | Belgique              | Soudal Quick-Step     | 192 pts               |
| 3e                    | Andreas Kron          | Danemark              | Lotto Dstny           | 152 pts               |
| 4e                    | Jonas Vingegaard      | Danemark              | Jumbo-Visma           | 123 pts               |
| 5e                    | Primož Roglič         | Slovénie              | Jumbo-Visma           | 117 pts               |
| 6e                    | Sepp Kuss             | États-Unis            | Jumbo-Visma           | 112 pts               |
| 7e                    | Marc Soler            | Espagne               | UAE Team Emirates     | 107 pts               |
| 8e                    | Juan Ayuso            | Espagne               | UAE Team Emirates     | 105 pts               |
| 9e                    | Marijn van den Berg   | Pays-Bas              | EF Education-EasyPost | 105 pts               |
| 10e                   | Filippo Ganna         | Italie                | Ineos Grenadiers      | 89 pts                |

| Classement par points | Classement par points | Classement par points | Classement par points | Classement par points |
| Coureur               | Coureur               | Pays                  | Équipe                | Points                |
| --------------------- | --------------------- | --------------------- | --------------------- | --------------------- |
| 1er                   | Kaden Groves          | Australie             | Alpecin-Deceuninck    | 245 pts               |
| 2e                    | Remco Evenepoel       | Belgique              | Soudal Quick-Step     | 192 pts               |
| 3e                    | Andreas Kron          | Danemark              | Lotto Dstny           | 152 pts               |
| 4e                    | Jonas Vingegaard      | Danemark              | Jumbo-Visma           | 123 pts               |
| 5e                    | Primož Roglič         | Slovénie              | Jumbo-Visma           | 117 pts               |
| 6e                    | Sepp Kuss             | États-Unis            | Jumbo-Visma           | 112 pts               |
| 7e                    | Marc Soler            | Espagne               | UAE Team Emirates     | 107 pts               |
| 8e                    | Juan Ayuso            | Espagne               | UAE Team Emirates     | 105 pts               |
| 9e                    | Marijn van den Berg   | Pays-Bas              | EF Education-EasyPost | 105 pts               |
| 10e                   | Filippo Ganna         | Italie                | Ineos Grenadiers      | 89 pts                |

| Classement de la montagne | Classement de la montagne | Classement de la montagne | Classement de la montagne | Classement de la montagne |
| Coureur                   | Coureur                   | Pays                      | Équipe                    | Points                    |
| ------------------------- | ------------------------- | ------------------------- | ------------------------- | ------------------------- |
| 1er                       | Remco Evenepoel           | Belgique                  | Soudal Quick-Step         | 129 pts                   |
| 2e                        | Jonas Vingegaard          | Danemark                  | Jumbo-Visma               | 51 pts                    |
| 3e                        | Michael Storer            | Australie                 | Groupama-FDJ              | 39 pts                    |
| 4e                        | Romain Bardet             | France                    | Team DSM-Firmenich        | 35 pts                    |
| 5e                        | Primož Roglič             | Slovénie                  | Jumbo-Visma               | 33 pts                    |
| 6e                        | Sepp Kuss                 | États-Unis                | Jumbo-Visma               | 33 pts                    |
| 7e                        | Damiano Caruso            | Italie                    | Bahrain Victorious        | 30 pts                    |
| 8e                        | Andreas Kron              | Danemark                  | Lotto Dstny               | 28 pts                    |
| 9e                        | Eduardo Sepúlveda         | Argentine                 | Lotto Dstny               | 23 pts                    |
| 10e                       | Jesús Herrada             | Espagne                   | Cofidis                   | 22 pts                    |

| Classement de la montagne | Classement de la montagne | Classement de la montagne | Classement de la montagne | Classement de la montagne |
| Coureur                   | Coureur                   | Pays                      | Équipe                    | Points                    |
| ------------------------- | ------------------------- | ------------------------- | ------------------------- | ------------------------- |
| 1er                       | Remco Evenepoel           | Belgique                  | Soudal Quick-Step         | 129 pts                   |
| 2e                        | Jonas Vingegaard          | Danemark                  | Jumbo-Visma               | 51 pts                    |
| 3e                        | Michael Storer            | Australie                 | Groupama-FDJ              | 39 pts                    |
| 4e                        | Romain Bardet             | France                    | Team DSM-Firmenich        | 35 pts                    |
| 5e                        | Primož Roglič             | Slovénie                  | Jumbo-Visma               | 33 pts                    |
| 6e                        | Sepp Kuss                 | États-Unis                | Jumbo-Visma               | 33 pts                    |
| 7e                        | Damiano Caruso            | Italie                    | Bahrain Victorious        | 30 pts                    |
| 8e                        | Andreas Kron              | Danemark                  | Lotto Dstny               | 28 pts                    |
| 9e                        | Eduardo Sepúlveda         | Argentine                 | Lotto Dstny               | 23 pts                    |
| 10e                       | Jesús Herrada             | Espagne                   | Cofidis                   | 22 pts                    |

| Classement du meilleur jeune | Classement du meilleur jeune | Classement du meilleur jeune | Classement du meilleur jeune | Classement du meilleur jeune |
| Coureur                      | Coureur                      | Pays                         | Équipe                       | Temps                        |
| ---------------------------- | ---------------------------- | ---------------------------- | ---------------------------- | ---------------------------- |
| 1er                          | Juan Ayuso                   | Espagne                      | UAE Team Emirates            | 69 h 17 min 36 s             |
| 2e                           | Cian Uijtdebroeks            | Belgique                     | Bora-Hansgrohe               | + 3 min 37 s                 |
| 3e                           | João Almeida                 | Portugal                     | UAE Team Emirates            | + 6 min 20 s                 |
| 4e                           | Santiago Buitrago            | Colombie                     | Bahrain Victorious           | + 8 min 20 s                 |
| 5e                           | Remco Evenepoel              | Belgique                     | Soudal Quick-Step            | + 23 min 53 s                |
| 6e                           | Einer Rubio                  | Colombie                     | Movistar Team                | + 41 min 26 s                |
| 7e                           | Antonio Tiberi               | Italie                       | Bahrain Victorious           | + 56 min 24 s                |
| 8e                           | Attila Valter                | Hongrie                      | Jumbo-Visma                  | + 59 min 54 s                |
| 9e                           | Lenny Martinez               | France                       | Groupama-FDJ                 | + 1 h 27 min 29 s            |
| 10e                          | Finn Fisher-Black            | Nouvelle-Zélande             | UAE Team Emirates            | + 1 h 43 min 01 s            |

| Classement du meilleur jeune | Classement du meilleur jeune | Classement du meilleur jeune | Classement du meilleur jeune | Classement du meilleur jeune |
| Coureur                      | Coureur                      | Pays                         | Équipe                       | Temps                        |
| ---------------------------- | ---------------------------- | ---------------------------- | ---------------------------- | ---------------------------- |
| 1er                          | Juan Ayuso                   | Espagne                      | UAE Team Emirates            | 69 h 17 min 36 s             |
| 2e                           | Cian Uijtdebroeks            | Belgique                     | Bora-Hansgrohe               | + 3 min 37 s                 |
| 3e                           | João Almeida                 | Portugal                     | UAE Team Emirates            | + 6 min 20 s                 |
| 4e                           | Santiago Buitrago            | Colombie                     | Bahrain Victorious           | + 8 min 20 s                 |
| 5e                           | Remco Evenepoel              | Belgique                     | Soudal Quick-Step            | + 23 min 53 s                |
| 6e                           | Einer Rubio                  | Colombie                     | Movistar Team                | + 41 min 26 s                |
| 7e                           | Antonio Tiberi               | Italie                       | Bahrain Victorious           | + 56 min 24 s                |
| 8e                           | Attila Valter                | Hongrie                      | Jumbo-Visma                  | + 59 min 54 s                |
| 9e                           | Lenny Martinez               | France                       | Groupama-FDJ                 | + 1 h 27 min 29 s            |
| 10e                          | Finn Fisher-Black            | Nouvelle-Zélande             | UAE Team Emirates            | + 1 h 43 min 01 s            |

| Classement par équipes | Classement par équipes | Classement par équipes | Classement par équipes |
| Équipe                 | Équipe                 | Pays                   | Temps                  |
| ---------------------- | ---------------------- | ---------------------- | ---------------------- |
| 1re                    | Jumbo-Visma            | Pays-Bas               | 207 h 07 min 23 s      |
| 2e                     | Bahrain Victorious     | Bahreïn                | + 33 min 59 s          |
| 3e                     | UAE Team Emirates      | Émirats arabes unis    | + 36 min 27 s          |
| 4e                     | Bora-Hansgrohe         | Allemagne              | + 38 min 13 s          |
| 5e                     | Movistar Team          | Espagne                | + 2 h 19 min 46 s      |
| 6e                     | TotalEnergies          | France                 | + 3 h 13 min 52 s      |
| 7e                     | Soudal Quick-Step      | Belgique               | + 3 h 39 min 11 s      |
| 8e                     | Groupama-FDJ           | France                 | + 3 h 42 min 24 s      |
| 9e                     | Lidl-Trek              | États-Unis             | + 3 h 42 min 59 s      |
| 10e                    | Astana Qazaqstan Team  | Kazakhstan             | + 4 h 09 min 10 s      |

| Classement par équipes | Classement par équipes | Classement par équipes | Classement par équipes |
| Équipe                 | Équipe                 | Pays                   | Temps                  |
| ---------------------- | ---------------------- | ---------------------- | ---------------------- |
| 1re                    | Jumbo-Visma            | Pays-Bas               | 207 h 07 min 23 s      |
| 2e                     | Bahrain Victorious     | Bahreïn                | + 33 min 59 s          |
| 3e                     | UAE Team Emirates      | Émirats arabes unis    | + 36 min 27 s          |
| 4e                     | Bora-Hansgrohe         | Allemagne              | + 38 min 13 s          |
| 5e                     | Movistar Team          | Espagne                | + 2 h 19 min 46 s      |
| 6e                     | TotalEnergies          | France                 | + 3 h 13 min 52 s      |
| 7e                     | Soudal Quick-Step      | Belgique               | + 3 h 39 min 11 s      |
| 8e                     | Groupama-FDJ           | France                 | + 3 h 42 min 24 s      |
| 9e                     | Lidl-Trek              | États-Unis             | + 3 h 42 min 59 s      |
| 10e                    | Astana Qazaqstan Team  | Kazakhstan             | + 4 h 09 min 10 s      |

## Abandons
- Damien Touzé (AG2R Citroën) : non-partant.